# Laguna la Campana
Laguna la Campana är en ort i Mexiko.   Den ligger i kommunen Ostuacán och delstaten Chiapas, i den sydöstra delen av landet, 700 km öster om huvudstaden Mexico City. Laguna la Campana ligger 448 meter över havet och antalet invånare är 188.
Terrängen runt Laguna la Campana är kuperad. Runt Laguna la Campana är det ganska glesbefolkat, med 35 invånare per kvadratkilometer. Närmaste större samhälle är Ostuacán, 4,9 km norr om Laguna la Campana. I omgivningarna runt Laguna la Campana växer huvudsakligen savannskog.